# Biegi narciarskie na Zimowych Igrzyskach Olimpijskich 1994 – sztafeta mężczyzn
Bieg sztafetowy mężczyzn podczas Zimowych Igrzysk Olimpijskich 1994 w Lillehammer został rozegrany 22 lutego. Wzięło w nim udział 56 zawodników z czternastu krajów. Mistrzostwo olimpijskie w tej konkurencji wywalczyła drużyna włoska w składzie: Maurilio De Zolt, Marco Albarello, Giorgio Vanzetta i Silvio Fauner. 

## Wyniki
| Pozycja | Kraj                                                                                  | Czas      | Strata  |
| ------- | ------------------------------------------------------------------------------------- | --------- | ------- |
| 01 !    | Włochy · Maurilio De Zolt · Marco Albarello · Giorgio Vanzetta · Silvio Fauner        | 1:41:15,0 | -       |
| 02 !    | Norwegia · Sture Sivertsen · Vegard Ulvang · Thomas Alsgaard · Bjørn Dæhlie           | 1:41:15,4 | +0,4    |
| 03 !    | Finlandia · Mika Myllylä · Harri Kirvesniemi · Jari Räsänen · Jari Isometsä           | 1:42:15,6 | +1:00,6 |
| 4       | Niemcy · Torald Rein · Jochen Behle · Peter Schlickenrieder · Johann Mühlegg          | 1:44:26,7 | +3:11,7 |
| 5       | Rosja · Andriej Kiriłłow · Aleksiej Prokurorow · Giennadij Łazutin · Michaił Botwinow | 1:44:29,2 | +3:14,2 |
| 6       | Szwecja · Jan Ottosson · Christer Majbäck · Anders Bergström · Henrik Forsberg        | 1:45:22,7 | +4:07,7 |
| 7       | Szwajcaria · Jeremias Wigger · Hans Diethelm · Jürg Capol · Giachem Guidon            | 1:47:12,2 | +5:57,2 |
| 8       | Czechy · Lubomír Buchta · Václav Korunka · Jiří Teplý · Pavel Benc                    | 1:47:12,6 | +5:57,6 |
| 9       | Kazachstan · Nikołaj Iwanow · Pawieł Korolew · Andriej Niewzorow · Pawieł Rjabinin    | 1:47:41,3 | +6:26,3 |
| 10      | Francja · Philippe Sanchez · Patrick Remy · Hervé Balland · Stéphane Azambre          | 1:48:25,1 | +7:10,1 |
| 11      | Estonia · Jaak Mae · Jaanus Teppan · Elmo Kassin · Taivo Kuus                         | 1:44:31,6 | +7:42,6 |
| 12      | Białoruś · Ihar Obuchou · Wiktar Kamocki · Siarhiej Dalidowicz · Wiaczasłau Płaksunou | 1:44:33,9 | +8:08,7 |
| 13      | Stany Zjednoczone · John Aalberg · Ben Husaby · Todd Boonstra · Luke Bodensteiner     | 1:45:00,2 | +8:25,5 |
| 14      | Japonia · Hiroyuki Imai · Kazutoshi Nagahama · Kazunari Sasaki · Masaaki Kōzu         | 1:45:15,3 | +8:27,1 |